# Pierre Cornu
Pierre Cornu (* 16. November 1895 in Salon-de-Provence; † 9. November 1996 in Aix-en Provence) war ein französischer Kunstmaler.

## Familie und Namen
Aus einer wohlhabenden Familie von Öl- und Seifenhändlern stammend, hatte Cornu eine glückliche Kindheit, in der sich seine Neigung zum Zeichnen und zur Farbe schnell manifestierte.
Sein Sohn Gilles Cornu (* 1947) ist ebenfalls Maler.

## Leben und Werk
Pierre Cornu lebte vorrangig in der Provence, die ihn zu seinen Motiven inspirierte. Seine akademische Ausbildung fand statt an der Ecole Nationale Supérieure des Arts Décoratifs in Paris. Er war Schüler von Emile Orthon Friesz und François Desnoyer. Als Landschafts- und insbesondere Portraitmaler wurde er für seine Ölgemälde, die überwiegend junge Frauen darstellen, bekannt. Cornu konnte sich zeitlebens der Malerei widmen. Seine Bilder wurden oft in den großen Pariser Salons gezeigt; er stellte darüber hinaus regelmäßig mit Auguste Chabaud und René_Seyssaud in Marseille aus. Finanzielle Sorgen zwangen ihn, 1939 nach Marokko auszuwandern, wo er als Fotograf Fuß zu fassen versuchte, die Malerei aber nicht aufgab und seine Malkunst unter dem Eindruck des dortigen Reichtums an Farben weiterentwickelte. 1945 kehrte er nach Frankreich zurück und ließ sich in der Region Aix-en-Provence nieder, wo er als ein Maler von Stillleben, aber insbesondere von Blumen und Landschaften bekannt blieb und im Alter von 101 Jahren verstarb.

## Ausstellungen
Gemeinschaftsausstellung u. a. 1933 im Salon d’Automne, Paris
Einzelausstellungen u. a. 1978 bei Galerie Martin-Caille Matignon (Paris); 1995 bei Galerie Michel Estades (Toulon) und  vom 7. August – 30. September 1992 Einzelausstellung der Stadt Salon-de-Provence

## Links
- BIOGRAPHIE: Pierre CORNU. Galerie Michel Estades (deutsch, englisch, französisch).
- Pierre Cornu. Peintre aixois passionne des femmes. expertisez.com
- Portrait of a woman by Pierre Cornu. anticswiss.com
- Biographie. fr.artprice.com.
- Pierre Cornu. Interview. madelen.ina.fr.
- antique-authie.com